# Șeica Mare
Șeica Mare is een Roemeense gemeente in het district Sibiu.
Șeica Mare telt 4914 inwoners. De Saksen waren eens de stichters en bewoners van de plaats. De Saksische naam is Marktschelken, de Hongaren noemen de plaats Nagyselyk.
Eens was het de hoofdkern van een district van de autonome Saksische regio Königsboden. 
In de geschiedenis was de plaats al in de 14e eeuw een hoofdzetel, daarna vormde het samen met Medias een eenheid die de Twee stoelen werd genoemd. 

Twee stoelen